# Корошка Вас
Корошка Вас (словен. Koroška vas) — поселення в общині Ново Место, регіон Південно-Східна Словенія, Словенія. Висота над рівнем моря: 281,6 м.